# 江戸相撲宝暦13年10月場所
江戸相撲宝暦13年10月場所（えどすもうほうれき13ねん10がつばしょ）は、宝暦13年（1763年）10月に開催された江戸相撲（大相撲の前身）の本場所。興行場所は浅草御蔵前八幡宮境内。

## 幕内番付・星取表
| 東               | 東               | 東             | 番付      | 西             | 西               | 西               |
| 備考             | 成績             | 力士名         | 番付      | 力士名         | 成績             | 備考             |
| ---------------- | ---------------- | -------------- | --------- | -------------- | ---------------- | ---------------- |
| 新大関（第17代） | 1敗7休           | 廣我崎里右エ門 | 大関      | 傳地関灘右エ門 | 全休             | 新大関（第18代） |
|                  | 全休             | 荒滝吾太夫     | 関脇      | 大童子峰右エ門 | 2勝1敗5休        |                  |
|                  | 4勝1敗3無勝負    | 雪見山堅太夫   | 小結      | 磯碇平太左エ門 | 3勝3敗1無勝負1休 |                  |
|                  | 3敗1無勝負4休    | 雄鹿嶋乙右エ門 | 前頭筆頭  | 戸田川鷲之助   | 全休             |                  |
|                  | 3勝4敗1休        | 大空円右エ門   | 前頭2枚目 | 艫綱良助       | 6勝1敗1無勝負    |                  |
|                  | 4勝2敗1分1無勝負 | 荒熊沢右エ門   | 前頭3枚目 | 関ノ戸億右エ門 | 5勝1敗1分1無勝負 |                  |
|                  | 2勝5敗1分        | 岩瀧岨右エ門   | 前頭4枚目 | 越ノ海福松     | 3勝1預1無勝負3休 |                  |
|                  | 3勝3敗1分1預     | 今碇嘉蔵       | 前頭5枚目 | 磐井川逸八     | 全休             |                  |
|                  | 5勝2敗1預        | 鹿間津浪之助   | 前頭6枚目 | 白川志賀右エ門 | 4勝2敗1分1無勝負 |                  |

## 備考
- この時代の江戸相撲においては優勝力士という概念は存在していないが、後に定められた優勝制度を遡って準用することができる。本場所においては、艫綱が優勝に相当する力士であるとみなすことができる（優勝制度は、制定当初は番付上位者優勝制度を採用していた）。